# Cossura modica
Cossura modica är en ringmaskart som beskrevs av Fauchald och Hancock 1981. Cossura modica ingår i släktet Cossura och familjen Cossuridae. Inga underarter finns listade i Catalogue of Life.